# Anne Mellor
Anne K. Mellor (nacida en 1941) es una distinguida profesora de literatura británica en UCLA; se especializa en literatura del Romanticismo, historia cultural inglesa, feminismo, filosofía, historia del arte y estudios de género. Es principalmente reconocida por una serie de ensayos y libros que introdujeron a escritoras románticas ya no recordadas a la historia de literatura, y debido a su edición del primer volumen de ensayos feministas de escritoras de dicho periodo en 1988, titulado Romanticismo y Feminismo.

## Educación
Mellor recibió su título en Filosofía y Letras, graduándose cum laude, de la Universidad Brown en 1963, su título en Humanidades en 1964 y su maestría en 1968 en Literatura Inglesa y Comparativa en la Universidad de Columbia.

## Obras
Sus libros más importantes de mujeres del Romanticismo incluyen Madres de la Nación: Escrituras de Mujer sobre Política en Inglaterra, 1780-1830 (2000), Mary Shelley: Su vida, ficción y monstruos (1988), y Romanticismo y género (1993). También co-editó Literatura británica en 1780-1830, una antología literaria que contribuyó a la prominencia de las escritoras del Romanticismo y a sus críticas literarias. 

## Premios
En 1999 Mellor recibió el Premio al Historiador Destacado otorgado por la Asociación Keats-Shelley. Ha recibido, entre muchos otros, dos Becas Guggenheim y varias subvenciones por parte del National Endowment for the Humanities.